# Rolf Diederen
Rolf Diederen (18 maart 1996) is een Nederlands hockeykeeper die uitkomt voor Jong Oranje en Oranje Zwart uit Eindhoven.
In het seizoen 2013-2014 werd Diederen aan de selectie van Heren-1 van Oranje Zwart toegevoegd. Dat jaar maakte hij zijn debuut in de hoofdklasse. Diederen speelt heel zijn jeugd bij Oranje Zwart, vanaf de Jongste Jeugd. Diederen was onderdeel van het succesvolste team van Oranje Zwart aller tijden, zij het als tweede keeper, eerst achter Mark Jenniskens en later achter Vincent Vanasch.

## Erelijst Clubs
| Jaar | Competitie                       | Club         | Resultaat     |
| ---- | -------------------------------- | ------------ | ------------- |
| 2014 | Hoofdklasse hockey heren 2013/14 | Oranje Zwart | Landskampioen |
| 2015 | Hoofdklasse hockey heren 2014/15 | Oranje Zwart | Landskampioen |
| 2016 | Hoofdklasse hockey heren 2015/16 | Oranje Zwart | Landskampioen |

| Jaar | Toernooi           | Plaats                 | Club         | Resultaat |
| ---- | ------------------ | ---------------------- | ------------ | --------- |
| 2015 | Euro Hockey League | Bloemendaal, Nederland | Oranje Zwart | Kampioen  |